# Ledjan Sahitaj
Ledjan Sahitaj (* 12. Januar 2004 in Uznach) ist ein schweizerisch-kosovarischer Fussballspieler. Der Verteidiger steht beim FC Winterthur unter Vertrag.

## Karriere
Sahitaj verbrachte seine Juniorenzeit zunächst beim Grasshopper Club Zürich und wechselte im Juli 2021 in die Nachwuchsabteilung des italienischen Zweitligisten Parma Calcio. Auch wenn er hier im Februar 2022 seinen ersten Profivertrag unterzeichnete, kam er nie in der ersten Mannschaft zum Einsatz. Im Februar 2024 wechselte er zurück in die Schweiz zum FC Winterthur, wo er in der Rückrunde sogleich in 13 von 14 Spielen der U-21-Mannschaft in der Startelf stand. Aufgrund seiner starken Leistungen wurde er in der Hinrunde der Saison 2024/25 viermal ins Kader der ersten Mannschaft berufen, ohne aber zu spielen. Am 30. März 2025 kam Sahitaj schliesslich in einem Heimspiel gegen den FC Basel zu seinem Profidebüt in der Super League, als er in der 88. Minute beim Stand von 0:2 für Dario Ulrich eingewechselt wurde. Am 19. April kam er in einem Auswärtsspiel gegen seinen Ausbildungsverein GC Zürich zu seinem zweiten Einsatz und spielte dabei durch. Im weiteren Saisonverlauf kam er zu drei weiteren Teileinsätzen.
Sahitaj spielt vornehmlich als Innenverteidiger oder rechter Aussenverteidiger, kann aber auch im defensiven Mittelfeld eingesetzt werden.

## Nationalmannschaft
Sahitaj ist schweizerisch-kosovarischer Doppelbürger. Als 15-Jähriger bestritt er (unter anderem mit Leon Avdullahu und Liam Chipperfield) vier Spiele für Schweizer Nachwuchsnationalmannschaften. Als er keine weiteren Aufgebote mehr für die Schweiz erhielt, wechselte er 2022 in die Nachwuchsmannschaften des Kosovo.